# S/2003 J 2
S/2003 J 2 (XLII, S/2003 J2) är en av Jupiters månar. Den upptäcktes i februari eller mars 2003 av en grupp astronomer vid University of Hawaii. S/2003 J2 är cirka 2 kilometer i diameter och roterar kring Jupiter på ett avstånd av cirka 29 541 000 kilometer.
S/2003 J 2 har ännu inte fått något officiellt namn.